# Баховиці
Баховиці (пол. Bachowice) — село в Польщі, у гміні Спитковіце Вадовицького повіту Малопольського воєводства.
Населення — 2241 особа (2011).

## Демографія
Демографічна структура станом на 31 березня 2011 року:
|          | Загалом | Допрацездатний вік | Працездатний вік | Постпрацездатний вік |
| -------- | ------- | ------------------ | ---------------- | -------------------- |
| Чоловіки | 1098    | 265                | 736              | 97                   |
| Жінки    | 1143    | 272                | 672              | 199                  |
| Разом    | 2241    | 537                | 1408             | 296                  |